# ヤーコフ・アグラーノフ

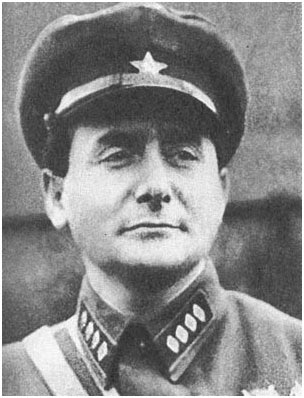
ヤーコフ・アグラーノフ

ヤーコフ・サウロヴィッチ・アグラーノフ（ロシア語: Яков Саулович Агранов、1893年10月12日 - 1938年8月1日）は、ソビエト連邦の政治家、チェキスト。一等国家保安委員。
ユダヤ人で、本名はヤンケリ＝シェヴェリ・シュマエフ（ロシア語: Янкель-Шевель Шмаев）。ソレンゾン（ロシア語: Сорензон）が本姓とされることもある。

## 出自
モギリョフ県（現在のベラルーシ・ホメリ州）ロガンチェフ郡チェチェルスク村の食料品店のオーナーの家庭に生まれる。1911年、4年制の市立学校を卒業し、簿記、森林管理部の事務員として働いた。1912年、エスエルに入党し、1914年にゴメリ委員会委員となったが、警察に逮捕され、エニセイ県に追放された。追放先で、ヨシフ・スターリン、レフ・カーメネフ等、ボリシェヴィキの指導者と知り合った。
二月革命後、ロシア社会民主労働党（ボリシェヴィキ）ポレッス州委員会書記となる。十月革命後、マールイ人民委員会議書記、1919年、ロシア・ソビエト連邦社会主義共和国人民委員会議書記局職員となった。
1919年5月からチェーカー特別全権代表を兼任する。1920年、ヴェーチェーカー特別課局副局長となり、西部戦線とクロンシュタットに出向いた。1921年1月から第16特殊作戦班（軍内の防諜）長、同年4月から秘密作戦局長附属重要事件担当特別全権代表、GPU秘密作戦局附属反ソ分子・インテリゲンチヤ行政追放特別局長となる。1923年、OGPU秘密課副課長、1929年10月から秘密課長。1930年5月、OGPU秘密作戦局長補佐。この頃、ウラジーミル・マヤコフスキー等、著名な作家や芸術家とも親交があった。マヤコフスキーに関しては、彼の死後に自身の愛人でもあったリーリャ・ブリーク（マヤコフスキーと家族ぐるみで深い関係にあった）が復権を要望する直訴状を書くのを援助し、この直訴状をスターリンが認めて1935年12月に「わがソビエト時代のもっとも優れた、もっとも才能ある詩人」として称揚する「裁定」が下された。
OGPU指導部内の紛争（スタニスラフ・メッシングとゲンリフ・ヤーゴダ間）後、1931年7月にOGPU参事会に入り、同年9月からOGPUモスクワ州全権代表に任命された。1931年～1932年、モスクワ軍管区特別課長を兼任。
1933年2月からOGPU副長官。1934年～1937年、第一副内務人民委員となり、1936年からはNKVD国家保安総局長を兼任する。第17回全連邦共産党（ボリシェヴィキ）中央監査委員会委員、第7期ソ連中央執行委員会委員。1934年12月、NKVDレニングラード州局長フィリップ・メドヴェージがセルゲイ・キーロフ暗殺の責任を問われて更迭された後、同州局長を4日間代行した。
1937年4月には副内務人民委員兼NKVD国家保安総局第4課長に降格された。1937年5月からNKVDサラトフ局長に就任。アグラーノフは、サラトフからスターリンに手紙を送り、ナデジダ・クルプスカヤとゲオルギー・マレンコフの逮捕を提案した。一方、現地指導部の粛清のためにサラトフに派遣されていたマレンコフは、逆にアグラーノフの逮捕をスターリンに提案した。スターリンはマレンコフの提案を採用した。
1937年7月20日に「トロツキスト」として逮捕されたアグラーノフは、スターリンが署名した1938年7月26日付の処刑者リスト（「モスクワ・センター」と題された139人中第1位）に基づくソ連最高裁判所軍事部会の判決により、1938年8月1日にモスクワ郊外のコムナルカ射撃場で銃殺された。妻ヴァレンティナも同年8月26日に銃殺されている。
1955年、軍事検察総庁は、大粛清の加担者として、娘によるアグラーノフの名誉回復請求を却下した。その後も親族により名誉回復請求が続けられたが、2001年、2013年にも請求は却下された。同じく処刑された妻は1957年に名誉回復されている。

## パーソナル
赤旗勲章2個、「チェーカー・GPU名誉職員」記章2個を受賞。

## 参考資料
- "Евреи в КГБ. Палачи и жертвы", В.Абрамов, М., Яуза - Эксмо, 2005.